# Cavernularia obesa
Cavernularia obesa är en korallart som beskrevs av Valenciennes in Milne Edwards och Jules Haime 1850. Cavernularia obesa ingår i släktet Cavernularia och familjen Veretillidae. Inga underarter finns listade i Catalogue of Life.